# 20420 Marashwhitman
20420 Marashwhitman este un asteroid din centura principală de asteroizi.

## Descriere
20420 Marashwhitman este un asteroid din centura principală de asteroizi. A fost descoperit pe 26 septembrie 1998 la Socorro, New Mexico, în cadrul proiectului LINEAR. Asteroidul prezintă o orbită caracterizată de o semiaxă mare de 2,64 ua, o excentricitate de 0,11 și o înclinație de 1,7° în raport cu ecliptica.